# العيدان (السيف)

تعديل مصدري - تعديل

العيدان محلة تابعة لقرية العسكر، التابعة لعزلة السيف بمديرية ذي السفال إحدى مديريات محافظة إب في الجمهورية اليمنية، بلغ تعداد سكانها 87 حسب تعداد اليمن لعام 2004.